# جورج إيتون ساذرلاند
جورج إيتون ساذرلاند هو قاضي وسياسي أمريكي، ولد في 14 سبتمبر 1843 في بورلينغتون في الولايات المتحدة، وتوفي في 13 سبتمبر 1899. نشط حزبياً في الحزب الجمهوري. وقد انتخب عضو مجلس ولاية ويسكونسن ‏.